# Avdelningsdirektör
Avdelningsdirektör är titel på tjänsteman inom statlig förvaltning, som ofta är sektionschef. Avdelningsdirektörens tjänsteställning ligger närmast över byrådirektören.